# Delitto di Giarre
Il delitto di Giarre è un duplice omicidio rimasto irrisolto, commesso nell'ottobre 1980 a Giarre (in provincia di Catania); divenne fondamentale nella storia del movimento di liberazione omosessuale italiano in quanto portò alla fondazione del primo circolo Arcigay.

## Storia
Il 31 ottobre 1980, due giovani, Giorgio Agatino Giammona di 25 anni e Antonio Galatola di 15, scomparsi da casa due settimane prima, furono trovati morti, mano nella mano, uccisi da un colpo di pistola ciascuno alla testa. Tutti conoscevano i due ragazzi, che nel paese venivano chiamati «i ziti» ("i fidanzati"). Giorgio, in particolare, era dichiaratamente gay poiché all'età di 16 anni fu sorpreso in auto dai carabinieri del posto insieme con un altro giovane e perciò fu denunciato; da ciò venne soprannominato in siciliano «puppu 'ccô bullu» (corrispondente a "omosessuale con il timbro" da intendersi in senso dispregiativo e alludendo alla circostanza che poiché il fatto era stato accertato dalla pubblica autorità, verosimilmente, in un verbale sul quale era stato apposto un timbro, la circostanza era inoppugnabile).
Il delitto rivelò subito la sua matrice omofoba: giornalisti e telecamere che si recarono sul posto da tutta Italia per rendere nota la tragedia si scontrarono con l'omertà del paese, intimorito dall'idea di essere associato alla storia di una coppia omosessuale. Più di duemila persone parteciparono al funerale di Toni Galatola mentre a quello di Giorgio pochissime persone poiché lui era dichiaratamente gay.
Le indagini portarono all'individuazione di un colpevole, Francesco Messina, nipote di Toni, all'epoca tredicenne e dunque non imputabile. Il giovane sostenne che a chiedergli di essere uccisi fossero state proprio le due vittime sotto minaccia di morte: riferì infatti alle forze dell'ordine che i due lo costrinsero a sparar loro minacciandolo che, in caso contrario, avrebbero sparato loro a lui. Due giorni dopo, tuttavia, il giovane Messina ritrattò, affermando di essersi assunto la responsabilità su pressione dei carabinieri.

## Influenza culturale
Non si è mai arrivati all'individuazione di un colpevole, ma si suppose che i due fossero stati uccisi dal nipote di Toni, allora tredicenne, su incarico delle famiglie. Si arrivò persino ad affermare che l'omicidio sarebbe stato compiuto addirittura con il benestare dei due ragazzi, convinti che non avrebbero mai potuto vivere serenamente. In seguito al delitto l'opinione pubblica italiana dovette riconoscere l'esistenza di un problema di discriminazione contro le persone omosessuali.
Come immediata conseguenza, si costituì il primo collettivo del Fuori! della Sicilia orientale da parte di Piero Montana e Francesco Rutelli. Un mese dopo a Palermo da un'idea di Marco Bisceglia, un sacerdote apertamente omosessuale, con la collaborazione di un giovane obiettore di coscienza, Nichi Vendola, insieme a Massimo Milani, Gino Campanella, e altri militanti fondarono l'Arcigay, la prima sezione dell'Arci dedicata alla cultura gay, che da lì a poco si diffuse in tutta Italia. Anche le donne femministe lesbiche diedero vita al primo collettivo lesbico siciliano, Le Papesse.
Il delitto di Giarre mise di fatto il seme per la nascita del movimento omosessuale italiano contemporaneo, dopo le prime esperienze di associazionismo fatte a Roma negli anni sessanta. Di lì a poco, a Bologna per la prima volta ci fu un riconoscimento ufficiale di un gruppo gay da parte delle istituzioni con la concessione da parte del Comune di una sede all'associazione Il Cassero.
Alla vicenda sono ispirati diverse opere narrative:
- Per non dimenticare mai, romanzo di Riccardo Di Salvo e Antonio Eredia pubblicato dalla Aletti Editore (2005);
- Fuoco all'anima, sceneggiatura di Francesco Costabile e Josella Porto, finalista al Premio Solinas 2007 storie per il cinema;
- Stranizza, romanzo di Valerio la Martire (2013);
- 'I Ziti - Una storia queer, episodio della serie in podcast Demoni Urbani, scritto da Giuseppe Paternò Raddusa e narrato da Francesco Migliaccio (2020)[10];
- Il delitto di Giarre. 1980: un «caso insoluto» e le battaglie del movimento LGBT+ in Italia, saggio di Francesco Lepore pubblicato da Rizzoli Editore (2021);
- Il silenzio dei giorni, romanzo d'esordio della giornalista Rosa Maria Di Natale per i tipi di Ianieri edizioni (2021)[11];
- Stranizza d'amuri, esordio alla regia dell'attore Beppe Fiorello (2023)[12][13];
- Il delitto di Giarre, film documentario prodotto da Raffaele Brunetti e scritto da Gino Clemente e Lorenzo Avola con la regia di Simone Manetti e la supervisione di Francesco Lepore che è anche voce narrante (2023).
- Il delitto di Giarre, una storia dimenticata, nel podcast Altre Indagini de Il Post, scritto e raccontato da Stefano Nazzi (2024)

## Memoria
Il 9 maggio 2022 il Comune di Giarre ha apposto una targa commemorativa dedicata alle due vittime all'ingresso della biblioteca comunale "Domenico Cucinotta".